# Chicago Reader
„Chicago Reader” lub „Reader” (stylizowany na „ЯEADER”) – amerykański tygodnik z Chicago w stanie Illinois, założony w 1971 roku, znany z literackiego stylu dziennikarstwa i relacji dotyczących sztuki, zwłaszcza filmu i teatru. „Chicago Reader” został uznany za pioniera wśród alternatywnych tygodników zarówno ze względu na twórczą literaturę faktu, jak i model komercyjny oparty na darmowym kolportażu. 
„Chicago Reader” został założony przez grupę przyjaciół z uczelni Carleton College, a czterech z nich pozostało jego głównymi właścicielami przez 36 lat. Podczas gdy roczne przychody osiągnęły najwyższy w historii poziom 22,6 miliona dolarów w 2002 roku, dwukrotnie więcej niż dekadę wcześniej, w latach 2007-2018 przychody i czytelnictwo gwałtownie spadły, a własność zmieniała się kilkakrotnie. W 2022 roku właściciele pisma przenieśli „Readera” do nowej organizacji non-profit, Reader Institute for Community Journalism. W 2025 roku wspomniana organizacja, mierząc się z ryzykiem zamknięcia pisma, ogłosiła zwolnienia części redakcji.
22 czerwca 2020 „Chicago Reader”, powołując się na spadek przychodów z reklam o 90% z powodu przestojów związanych z pandemią COVID-19, ogłosił, że przestawia się z cotygodniowego na dwutygodniowy harmonogram druku, z nowym naciskiem na treści cyfrowe i opowiadanie historii oraz odświeżonym kalendarzem wydań specjalnych. „Reader” powrócił do cotygodniowej publikacji w czerwcu 2024 roku. Pismo jest wydawane co czwartek i dystrybuowane bezpłatnie w środę i czwartek za pośrednictwem skrzynek ulicznych i współpracujących punktów sprzedaży detalicznej. W czerwcu 2020 roku gazeta twierdziła, że ma prawie 1200 lokalizacji w obszarze metropolitalnym Chicago i dzienny nakład 60 000 egzemplarzy. „Chicago Reader” pozostaje jedną z największych i odnoszących największe sukcesy alternatywnych publikacji w Stanach Zjednoczonych. Tygodniowe czytelnictwo opiewało historycznie na 450 000 egzemplarzy.